# Bashiru Gambo
Bashiru Gambo (* 24. September 1978 in Kumasi) ist ein ghanaischer Fußballspieler. Er spielte fünf Jahre bei den Stuttgarter Kickers, für die er in 123 Spielen 23 Tore schoss. Nach deren Abstieg aus der 3. Liga wechselte er zur Saison 2009/10 zum FC Erzgebirge Aue, mit dem er im Mai 2010 den Aufstieg in die 2. Bundesliga feierte.
Am 19. Januar 2011 schloss er sich dem Drittligisten SSV Jahn Regensburg an und ging nach Ende der Saison zum Oberliga-Aufsteiger VfR Mannheim.